# Noche Azul

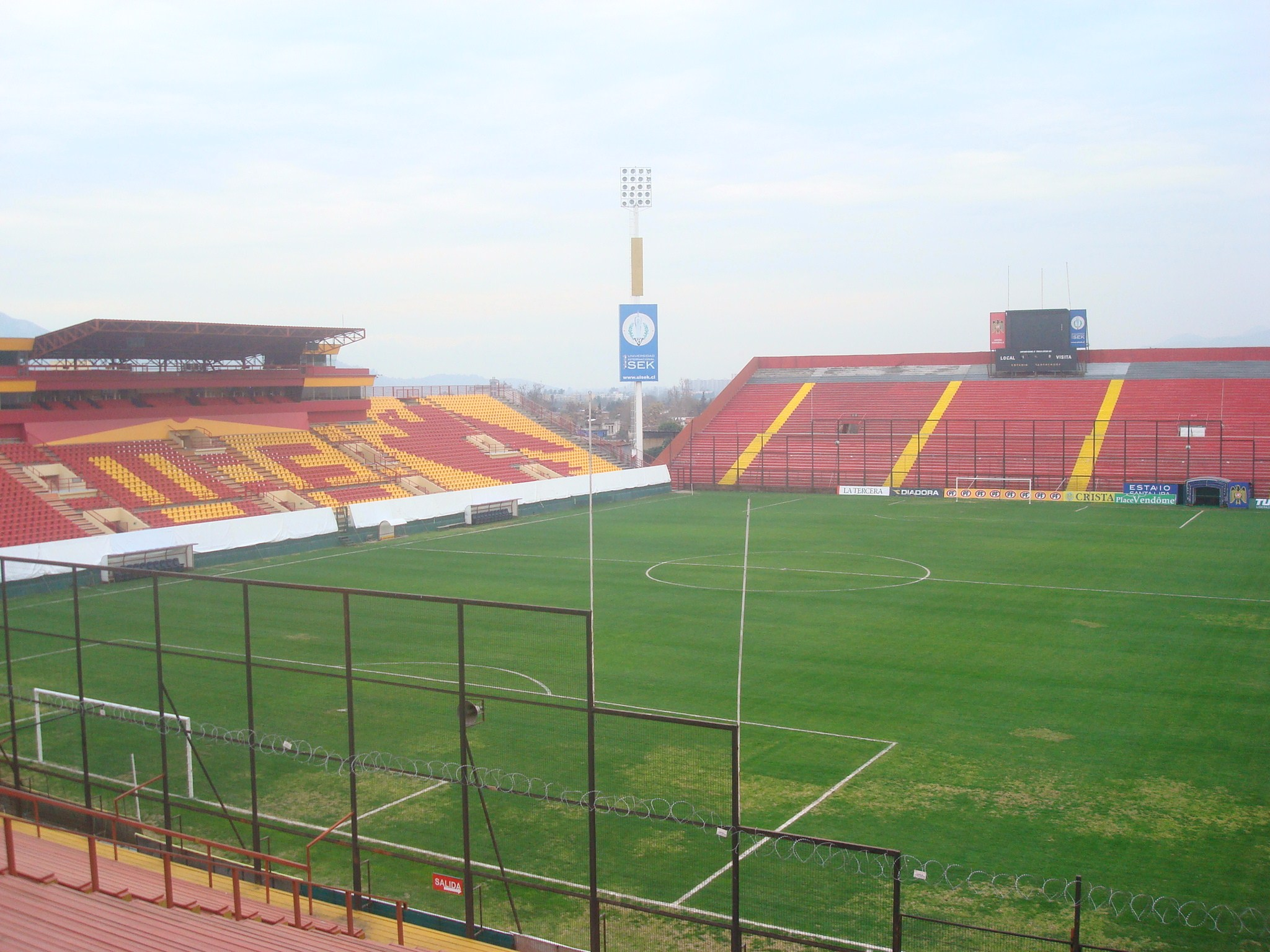
El Estadio Santa Laura fue el escenario futbolístico de las ediciones de los años 1998, 2000, 2005 y 2013 de la Noche Azul.

La Noche Azul es la denominación referida a la jornada de presentación del plantel del equipo de fútbol Universidad de Chile y, en ocasiones, de su uniforme oficial.
Iniciada con algún espectáculo musical, en la Noche Azul se procede a presentar a los nuevos jugadores del club para luego jugar un partido amistoso de fondo ante un equipo internacional como invitado, encuentro que generalmente ha tenido como escenario futbolístico el Estadio Nacional de Chile. Excepcionalmente, en 2007, no hubo partido de fondo y solo se realizó un acto en el Court Central del Estadio Nacional.

## Noche Azul 1996
En el evento de ese año, celebrado en el Estadio Nacional, fueron presentados el volante Pablo Galdames, el atacante José Luis Sánchez, cedido en préstamo desde Vélez Sarsfield, y los delanteros argentinos Walter Silvani y Fabián Fernández, además del director técnico, Miguel Ángel Russo, para la temporada 1996.
El partido de fondo, que tuvo a Internacional de Brasil como invitado, terminó igualado 2-2.
| Noche Azul 1996; 25 de enero de 1996, 21:00 | Universidad de Chile                       | 2:2 (1:2) | Internacional          | Estadio Nacional, Ñuñoa, Santiago (Chile) |                                 |
|                                             | Mardones 43' (pen.) · Rodríguez 56' (pen.) | Reporte   | Fabinho 11' · Lito 45' | Asistencia: 30.000 espectadores           | Asistencia: 30.000 espectadores |

## Noche Azul 1997
En el evento de ese año, celebrado en el Estadio Nacional, fue presentado el delantero paraguayo Richart Báez como la principal incorporación del club para la temporada 1997.
El partido de fondo, que tuvo nuevamente a Internacional de Brasil como invitado, terminó con una victoria por 1-2 en favor de éste.
| Noche Azul 1997; 29 de enero de 1997 | Universidad de Chile | 1:2 (0:1) | Internacional      | Estadio Nacional, Ñuñoa, Santiago (Chile)                 |                                                           |
|                                      | Castañeda 65'        | Reporte   | Christian 23', 78' | Asistencia: 40.000 espectadores Árbitro(s): Mario Sánchez | Asistencia: 40.000 espectadores Árbitro(s): Mario Sánchez |

### Ganador
| Bandera de Brasil     |
| Ganador Internacional |

## Noche Azul 1998
En el evento de ese año, celebrado en el Estadio Santa Laura, fueron presentados los defensores Mauricio Aros y Rafael Olarra como las principales incorporaciones del club para la temporada 1998.
El partido de fondo, que tuvo a la selección de Polonia como invitada, terminó igualado 1-1.
| Noche Azul 1998; 13 de febrero de 1998 | Universidad de Chile | 1:1 (0:0) | Polonia       | Estadio Santa Laura, Independencia, Santiago (Chile) |  |
|                                        | González 90'         | Reporte   | Kucharski 46' |                                                      |  |
| 79' Gęsior (Polonia).                  |                      |           |               |                                                      |  |

## Noche Azul 2000
Tras un receso de un año, el evento del año 2000 se realizó en el Estadio Santa Laura y en este, tras salir de una caja gigante de regalos, fue presentado el delantero argentino Diego Rivarola como la principal incorporación del club para la temporada 2000.
El partido de fondo, que tuvo a Lanús de Argentina como invitado, terminó con una victoria por 1-3 en favor de éste.
| Noche Azul 2000; 28 de enero de 2000 | Universidad de Chile | 1:3 (0:2) | Lanús                            | Estadio Santa Laura, Independencia, Santiago (Chile) |  |
|                                      | Barrera 59'          | Reporte   | Vilallonga 25' · Queved 27', 71' |                                                      |  |

### Ganador
| Bandera de Argentina |
| Ganador Lanús        |

## Noche Azul 2001
En el evento de ese año, celebrado en el Estadio Nacional, fue presentado el volante David Pizarro como la principal incorporación del club para la temporada 2001 y que había llegado en calidad de préstamo por parte de Udinese Calcio de Italia.
El partido de fondo, que tuvo a Universitario de Deportes de Perú como invitado, terminó con una victoria por 4-0 en favor de Universidad de Chile.
| Noche Azul 2001; 27 de enero de 2001 | Universidad de Chile                      | 4:0 (1:0) | Universitario de Deportes | Estadio Nacional, Ñuñoa, Santiago (Chile) |  |
|                                      | González 13' · Tampe 57' · Suazo 59', 75' | Reporte   |                           |                                           |  |

### Ganador
| Bandera de Chile             |
| Ganador Universidad de Chile |

## Noche Azul 2004
Tras un receso de tres años, el evento del año 2004 se realizó en el Estadio Nacional y partió con un homenaje a jugadores históricos de Universidad de Chile: Braulio Musso, Leonel Sánchez, Alberto Quintano y Mariano Puyol. Luego fue presentado el plantel, donde Luis Musrri fue el primero en ingresar a la cancha, seguido por los canteranos incorporados al primer equipo: Patricio Sepúlveda, Yerson Opazo, Pablo Pacheco y Óscar Caamaño. Finalmente entraron Johnny Herrera, Mauricio Tampe, Miguel Pinto, Nelson Pinto, Ezequiel Amaya, Manuel Iturra, Ángel Rojas, José Rojas, Roberto Cáceres, Alejandro Durán, Cristián Muñoz, Christian Martínez, Nicolás Canales y Diego Rivarola.
Finalmente fueron presentados los refuerzos para la temporada 2004, que uno a uno, recibieron la camiseta del club de mano de los jugadores históricos: el defensor paraguayo Arnaldo Espínola, el delantero argentino Sergio Gioino, Adrián Rojas, Marco Olea, Cristián Molina y Víctor Cancino, quedando pendiente la llegada de Manuel Ibarra.
Tras ser precedido por un partido de fútbol femenino, el partido de fondo, que tuvo a Cerro Porteño de Paraguay como invitado, terminó igualado 1-1.
| Noche Azul 2004; 27 de enero de 2004, 22:00                                                                            | Universidad de Chile | 1:1 (1:0) | Cerro Porteño | Estadio Nacional, Ñuñoa, Santiago (Chile)                 |                                                           |
| | Pinto 38'            |           | Aquino 73'    | Asistencia: 30.000 espectadores Árbitro(s): Álvaro García | Asistencia: 30.000 espectadores Árbitro(s): Álvaro García |
| Pinto (Universidad de Chile). · Cancino (Universidad de Chile). · Benítez (Cerro Porteño). · Balbuena (Cerro Porteño). |                      |           |               |                                                           |                                                           |

## Noche Azul 2005
En el evento de ese año, celebrado en el Estadio Santa Laura, fueron presentados los volantes Jaime Riveros y Cristián Canío como las principales incorporaciones del club para la temporada 2005.
El partido de fondo, que tuvo a Estudiantes de la Plata de Argentina como invitado, terminó con una victoria por 0-1 en favor de éste.
| Noche Azul 2005; 20 de enero de 2005                             | Universidad de Chile | 0:1 (0:0) | Estudiantes de la Plata | Estadio Santa Laura, Independencia, Santiago (Chile)     |                                                          |
|                                                                  |                      |           | Gelabert 52'            | Asistencia: 30.000 espectadores Árbitro(s): Rubén Selman | Asistencia: 30.000 espectadores Árbitro(s): Rubén Selman |
| Aquino (Estudiantes de la Plata). · Oroz (Universidad de Chile). |                      |           |                         |                                                          |                                                          |

### Ganador
Como ganador de la Noche Azul, Estudiantes de La Plata se adjudicó la Copa Cristal.
| Bandera de Argentina |
| Ganador Estudiantes  |

## Noche Azul 2007
Debido a los difíciles momentos que vivía Universidad de Chile en el aspecto económico, la Noche Azul del año 2007 se realizó en el Court Central del Estadio Nacional, cuya cancha de arcilla fue cubierta por una bandera. Al evento, efectuado el 26 de enero, asistieron 2.500 personas y no se realizó ningún partido de fondo, presentándose solamente a los jugadores y a la nueva camiseta. Las incorporaciones del club para la temporada 2007 fueron Rodrigo Rivera, Marco Estrada, Jorge Acuña, Joel Soto, Francisco Arrué y los argentinos José Luis García y Federico Martorell, además del director técnico Salvador Capitano.
La organización de la jornada fue gestionada por la barra del club, la que no pudo impedir la invasión de hinchas que se acercaron a saludar a los jugadores.

## Noche Azul 2011
Tras un receso de cuatro años, el evento del año 2011 se realizó en el Estadio Nacional y, con la animación de Javiera Acevedo, se inició con un partido preliminar entre las «viejas leyendas» de la «U», enfrentados entre azules y blancos, con victoria de los primeros por 4-2. Luego, como espectáculo musical, se presentó el grupo Croni-K y el exjugador del club, Manuel Ibarra, en su nueva faceta de cantante. No obstante, el evento dejó en evidencia las divisiones entre dos facciones de la barra Los de Abajo.
Finalmente, tras la muestra de un video de la obtención del título del Torneo de Apertura 2009 y de mensajes de exjugadores, comenzó la presentación del plantel de Universidad de Chile y, luego, los refuerzos para la temporada 2011: los porteros Nery Veloso y Carlos Alfaro, el defensor Albert Acevedo, el volante argentino Matías Pérez García y el delantero Gustavo Canales, quedando pendiente la presentación de Charles Aránguiz.
El partido de fondo, que tuvo a Cruz Azul de México como invitado, terminó con una victoria por 0-2 en favor de éste.
| Noche Azul 2011; 18 de enero de 2011, 22:45 | Universidad de Chile | 0:2 (0:0) | Cruz Azul              | Estadio Nacional, Ñuñoa, Santiago (Chile) |                           |
|                                             |                      | Reporte   | Orozco 78' · Ponce 86' | Árbitro(s): Enrique Osses                 | Árbitro(s): Enrique Osses |

### Ganador
Como ganador de la Noche Azul, Cruz Azul se adjudicó la Copa Claro.
| Bandera de México |
| Ganador Cruz Azul |

## Noche Azul 2012
El evento de este año, celebrado en el Estadio Nacional, inició con un espectáculo musical en el que se presentó el grupo argentino Los Wachiturros y el cantante brasileño Luciano «Maluco» Cardoso. Luego, tras el aterrizaje de un grupo de paracaidistas sobre el terreno de juego, se presentó el plantel de Universidad de Chile y a los refuerzos para la temporada 2012: el portero Paulo Garcés, el ecuatoriano Eduardo Morante, Emilio Hernández (quien volvió al club), Roberto Cereceda, Pedro Morales, Junior Fernandes y el peruano Raúl Ruidíaz.
El partido de fondo, que tuvo a Nacional de Uruguay como invitado, terminó igualado 1-1.
| Noche Azul 2012; 26 de enero de 2012, 22:40 | Universidad de Chile | 1:1 (0:1) | Nacional          | Estadio Nacional, Ñuñoa, Santiago (Chile)                |                                                          |
| | Morales 78'          | Reporte   | Recoba 28' (pen.) | Asistencia: 25.000 espectadores Árbitro(s): Jorge Osorio | Asistencia: 25.000 espectadores Árbitro(s): Jorge Osorio |
| 27' Lichnovsky (Universidad de Chile). · 30' Damonte (Nacional). · 33' Medina (Nacional). · 61' Píriz (Nacional). · 72' Rolin (Nacional). · 77' Placente (Nacional). · 79' González (Universidad de Chile). · 84' Scotti (Nacional). · 87' Boghossian (Nacional). |                      |           |                   |                                                          |                                                          |

### Ganador
El empate significó que Nacional se adjudicara la Copa PF.
| Bandera de Uruguay |
| Ganador Nacional   |

## Noche Azul 2013
En el evento de este año, celebrado en el Estadio Santa Laura, fueron presentados Rodrigo Ureña, Isaac Díaz, César Cortés, Nelson Rebolledo, Ramón Ignacio Fernández, Juan Pablo Passaglia y Michael Contreras como las incorporaciones del club para la temporada 2013, además del director técnico Darío Franco.
El partido de fondo, que tuvo a Nacional de Paraguay como invitado, terminó con una victoria por 1-3 en favor de este.
| Noche Azul 2013; 17 de enero de 2013, 22:30 | Universidad de Chile | 1:3 (1:1) | Nacional                                  | Estadio Santa Laura, Independencia, Santiago (Chile) |                          |
|                                             | Marino 20'           | Reporte   | Cáceres 39' · Melgarejo 60' · Cardozo 78' | Árbitro(s): Jorge Osorio                             | Árbitro(s): Jorge Osorio |

### Ganador
Como ganador de la Noche Azul, Nacional se adjudicó la Copa Santo Tomás.
| Bandera de Paraguay |
| Ganador Nacional    |

## Noche Azul 2016
En el evento de este año, celebrado en el Estadio Nacional de Chile, fueron presentados Gastón Fernández, Lorenzo Reyes, Franz Schultz, Alejandro Contreras, Juan Leiva, entre otros, como flamantes refuerzos para la temporada 2016. 
El partido de fondo, que tuvo a Peñarol de Uruguay como invitado, terminó con una victoria por 3 a 0 a favor del local.
| Noche Azul 2016; 17 de julio de 2016, 21:00 | Universidad de Chile                   | 3:0 (0:0) | Peñarol | Estadio Nacional, Ñuñoa, Santiago (Chile)                |                                                          |
|                                             | G. Fernández 50', 80' · F. Carmona 84' | Reporte   |         | Asistencia: 15.000 espectadores Árbitro(s): Jorge Osorio | Asistencia: 15.000 espectadores Árbitro(s): Jorge Osorio |

### Ganador
| Bandera de Chile             |
| Ganador Universidad de Chile |

## Historial
Esta tabla muestra los resultados de los partidos de cada Noche Azul.
| Año       |                              | Equipo local             | Resultado                         | Equipo invitado                    |  | Sede |
| 1996      | Universidad de Chile · Chile | 2-2                      | Internacional · Brasil            | Estadio Nacional de Chile          |  |      |
| 1997      | Universidad de Chile · Chile | 1-2                      | Internacional · Brasil            | Estadio Nacional de Chile          |  |      |
| 1998      | Universidad de Chile · Chile | 1-1                      | Polonia · Polonia                 | Estadio Santa Laura                |  |      |
| 1999      | No se celebró                | No se celebró            | No se celebró                     | -                                  |  |      |
| 2000      | Universidad de Chile · Chile | 1-3                      | Lanús Argentina                   | Estadio Santa Laura                |  |      |
| 2001      | Universidad de Chile · Chile | 4-0                      | Universitario · Perú              | Estadio Nacional de Chile          |  |      |
| 2002-2003 | No se celebró                | No se celebró            | No se celebró                     | -                                  |  |      |
| 2004      | Universidad de Chile · Chile | 1-1                      | Cerro Porteño Paraguay            | Estadio Nacional de Chile          |  |      |
| 2005      | Universidad de Chile · Chile | 0-1                      | Estudiantes de La Plata Argentina | Estadio Santa Laura                |  |      |
| 2006      | No se celebró                | No se celebró            | No se celebró                     | -                                  |  |      |
| 2007      | No hubo partido de fondo     | No hubo partido de fondo | No hubo partido de fondo          | Court Central del Estadio Nacional |  |      |
| 2008-2010 | No se celebró                | No se celebró            | No se celebró                     | -                                  |  |      |
| 2011      | Universidad de Chile · Chile | 0-2                      | Cruz Azul · México                | Estadio Nacional de Chile          |  |      |
| 2012      | Universidad de Chile · Chile | 1-1                      | Nacional · Uruguay                | Estadio Nacional de Chile          |  |      |
| 2013      | Universidad de Chile · Chile | 1-3                      | Nacional Paraguay                 | Estadio Santa Laura                |  |      |
| 2016      | Universidad de Chile · Chile | 3-0                      | Peñarol · Uruguay                 | Estadio Nacional de Chile          |  |      |